# خليل أباد (فريمان)
خليل أباد (بالفارسية: خلیل‌آباد) هي قرية تقع في قسم قلندرآباد الريفي في إيران. يقدر عدد سكانها بـ 47 نسمة .